# Jesperi Viikilä
Jesperi Viikilä (ur. 18 kwietnia 1995 w Asikkala) – fiński hokeista.

## Kariera
- Pelicans U16 (2009-2011)
- Pelicans U17 (2011/2012)
- Pelicans U18 (2011-2013)
- Pelicans U20 (2011-2016)
- Peliitat (2016)
- Hermes (2016-2017)
- Hermes U20 (2016/2017)
- Ketterä (2017-2018)
  -  Titaanit (2017/2018)
- Hokki (2018-2020)
- Ciarko STS Sanok (2020-2021)
- HDD Jesenice (2021-2022)
- MAC Budapeszt (2022-2024)
- Zagłębie Sosnowiec (2024-2025)

Wychowanek klubu Pelicans Lahti. Przez wiele lat grał w jego drużynach juniorskich do 2016. W kolejnych latach grał w zespołach z rozgrywek Mestis. W styczniu 2016 został wypożyczony do Peliitat, a w maju tego roku przetransferowany do Hermes. Rok potem przeszedł do Ketterä. Od czerwca 2018 do 200 był zawodnikiem Hokki
Stamtąd na początku stycznia 2016 został wypożyczony do Peliitat w sezonach ligi Mestis 2015/2016 i 2016/2017. a w edycji 2017/2018 był już etatowym zawodnikiem. Od czerwca 2018 do 2020 reprezentował TuTo. W sierpniu 2020 został zaangażowany przez STS Sanok w rozgrywkach Polskiej Hokej Ligi. W lipcu 2021 przeszedł do słoweńskiej drużyny HDD Jesenice, występującej w międzynarodowych rozgrywkach Alps Hockey League. W czerwcu 2022 przeszedł do węgierskiego MAC Od lipca 2024 zawodnik Zagłębia Sosnowiec. Po sezonie 2024/2025 jego kontrakt z tym klubem został rozwiązany.
W sezonie 2011/2012 występował w reprezentacji juniorów Finlandii do lat 17. W juniorskich drużynach Pelicans, potem w Peliitat, STS Sanok,HDD Jesenice, MAC Budapeszt grał wspólnie ze swoim rodakiem Eetu Elo.

## Sukcesy
Klubowe
- Złoty medal Suomi-sarja: 2019 z Hokki
- Srebrny medal Alps Hockey League: 2022 z HDD Jesenice

Indywidualne
- Suomi-sarja (2018/2019):
  - Pierwsze miejsce w klasyfikacji asystentów w sezonie zasadniczym: 46 asyst
  - Pierwszy skład gwiazd